# レチノイン酸受容体
レチノイン酸受容体（レチノインさんじゅようたい、英: retinoic acid receptor、略称: RAR）は、転写因子としても作用する核内受容体の一種であり、all-trans-レチノイン酸と9-cis-レチノイン酸の双方によって活性化される。レチノイン酸受容体にはRARα、RARβ、RARγの3種類が存在し、それぞれRARA、RARB、RARG遺伝子にコードされる。ヒトのRARには、RARAから4種類、RARBから5種類、RARGから2種類のスプライシングバリアントが同定されている。他のタイプII核内受容体と同様、RARはRXRとヘテロ二量体を形成し、リガンドが存在しない場合にはRAR/RXR二量体はレチノイン酸応答エレメント（retinoic acid response element、RARE）と呼ばれるホルモン応答エレメントに結合し、コリプレッサータンパク質を複合体を形成している。RARにアゴニストが結合すると、RARはコリプレッサーを解離してコアクチベータータンパク質をリクルートし、下流の標的遺伝子の転写を促進する。RAR遺伝子の発現はプロモーターのメチル化によってエピジェネティックな制御下に置かれている。